# Blanca Garcés de Navarra
Blanca Garcés de Navarra o Blanca de Navarra (~ 1135 - 12 d'agost de 1156) fou infanta del Regne de Navarra. Tercera filla de Garcia V de Navarra i la seva primera muller Margarida de l'Aigle, i germana del rei de Navarra Sanç VI el Savi. Promesa amb el comte de Barcelona Ramon Berenguer IV, no es casà amb aquest, que ja estava promès amb Peronella d'Aragó, gràcies a la mort del seu pare el 1150. El 4 de febrer de 1151 es casà a Calahorra amb Sanç III de Castella i tingueren un fill: L'infant Alfons VIII de Castella (1155-1214), rei de Castella. Morí el 1156, un any abans que el seu marit fos designat rei de Castella.